# Kanal ob Soči
Kanal ob Soči là một khu tự quản của Slovenia. Kanal ob Soči có diện tích km2, dân số là người (năm), thị trấn được lập năm 1995 từ khu vực tách ra từ Nova Gorica.
Đây là một điểm giao cắt quan trọng qua sông Soča. Cây cầu đầu tiên được xây bởi La Mã. Cây cầu hiện nay đưỡ xây sau thế chiến 2.